# 传教士

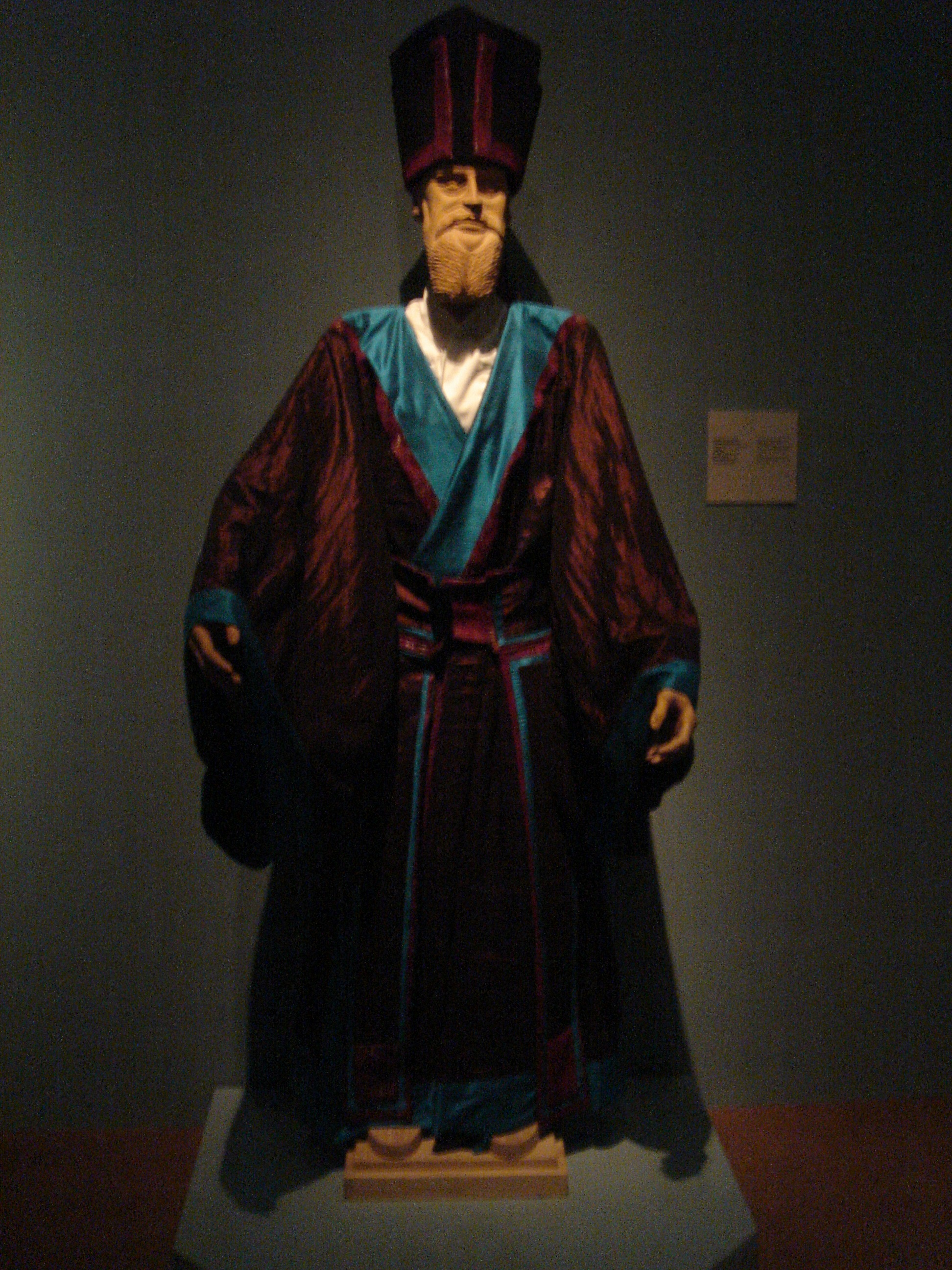
利玛窦是耶稣会義大利传教士、学者。1583年（明神宗万历十一年）来到中国。他在韶州时所穿的儒服，藏于意大利马切拉塔艺术学院。

传教士，亦作宣教師或宣教士（英語：Missionary），是坚定地信仰宗教，并且远行向不信仰宗教的人们传播宗教的修道者。虽然有些宗教，如日本神道教，很少會到处传播自己的信仰，但是有很多宗教用传教士来扩散它的影响，例如伊斯蘭教與基督宗教。虽然任何宗教都可能送出传教士，一般传教士这个词是指基督宗教的宣教師。实际上佛教是最早大规模传教的宗教，沿着丝绸之路傳播它的信仰。
传教在當代是一個十分具爭議性的行為，它經常被批評為文化殖民主義，被認為缺乏對其他文化的尊重，而且常與被傳教族群產生磨擦甚至出現死亡事件，也會對當地的文化和社會結構造成潛在破壞。另外基督教傳教士在殖民時代時為歐洲大國提供了殖民的借口，並借此消滅了當地人的文化信仰及掠奪土著的土地，因此其當時所扮演的角色在現今學界備受爭議及批評。

## 佛教的傳教
佛教主要分為漢傳佛教、藏傳佛教、南傳佛教三大分支。
佛教的一支由古印度經西域傳入中國，爾後傳入朝鮮半島、日本等處，是大乘佛教的主要發揚者。因為中國的影響，漢傳佛教將大乘佛教的教義傳播至朝鮮半島、日本與越南等地，經過佛教的法師、翻譯師的傳遞，逐漸盛行於東亞世界。
西藏在國王拉托托日年贊的時期，開始有人崇信三寶。西藏國王松贊干布先後娶了尼泊爾尺尊公主和唐朝文成公主，也引進了大量佛經與文物。赤松德贊時代，因為蓮華生大師入藏弘法，赤松德贊取締原本藏人信奉的苯教，讓七位貴族出家為僧，稱七覺士，並通命全藏改宗佛教。
佛教的一支由印度恒河流域向南方流传，傳到斯里蘭卡，然後再傳到東南亞的緬甸、泰國、柬埔寨、老撾，及中國雲南傣族等地區，是為南傳佛教。
日本佛教在明治維新後，許多僧侶外出傳教，如傳播到臺灣、朝鮮半島、滿洲等，還有大量的隨軍法師。但今時今日，僧侶對弘法傳教的心理已經較淡，通常專注在本地信眾之上，很少到外國他地傳教。

## 基督教传道组织

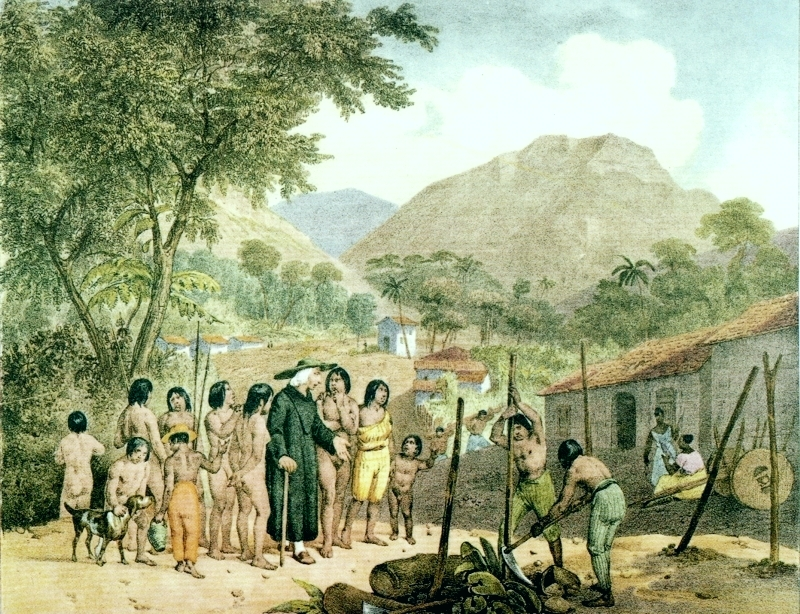
在巴西被基督化的印第安人村。

《圣经》支持傳教活動，甚至稱為「大使命」。在馬可福音第16章16節中，耶穌升天之前對他們說：「你們往普天下去、傳福音給萬民聽。(所以你們要去，使萬民作我的門徒)」

### 歷史
基督教會在新約時代就已經在整個羅馬帝國擴張，傳說更指錯傳到了更遠的地方，比如波斯和印度。中世紀時期，基督教修道院和傳教士進一步將宗教傳播到舊羅馬帝國的歐洲邊界之外。596年，教宗額我略一世派遣格里高利傳教團進入英格蘭傳教。後來基督化的愛爾蘭和英格蘭盎格魯-撒克遜傳教運動向法蘭西及中歐傳教。
在大航海時代，由於歐洲基督教國家征服了美洲，天主教會開始積極在西班牙和葡萄牙的殖民地傳教，在各種誘因下使大量美洲原住民和其他土著人皈依基督教。大約在同一時間，傳教士如方濟·沙勿略到達亞洲和遠東，葡萄牙人也開始向非洲派遣傳教士。1962-1965年的梵蒂岡第二屆大公會議後，許多當代天主教會傳教工作都發生了深刻的變化，開始重視本土化及社會正義問題。
天主教會通常是按地域來組織，並擁有各自的人力和物力資源，他們承擔了大部分的傳教工作，特別是在西方羅馬帝國崩潰後的時代。隨著時間的推移，羅馬教廷逐漸在傳教區建立了與教區不同的單獨的教會結構，現在通常稱為宗座代牧區或宗座監牧，並任命了當地人做主教，這些通常是1960年代後期伴隨著非殖民化出現的。
東正教會的君士坦丁堡正教會，在拜占庭帝國的統治下曾經在東歐有積極的傳教工作，這對該地區產生了持久的影響。988年在基輔進行大規模傳教後，拜占庭人擴大了他們在烏克蘭地區的傳教工作。拜占庭傳教士在7世紀時抵達巴爾幹半島，向塞族部落傳教，塞爾維亞正教會因此成立。從10世紀到12世紀，東正教會傳教士也在愛沙尼亞人地區中成功地傳教，建立了愛沙尼亞使徒正教會。
19世紀在俄羅斯帝國統治下，東正教傳教士進入白俄羅斯、拉脫維亞、摩爾多瓦、芬蘭、愛沙尼亞、烏克蘭和中國等地區展開傳教工作。日本的聖尼古拉在1861年抵達日本函館，將東正教帶到當地。從18世紀開始，俄羅斯正教會還派遣傳教士前往當時還屬於俄羅斯帝國的阿拉斯加，向當地的美洲原住民傳教。1917年俄羅斯十月革命，沙俄政權被推翻，新成立的蘇聯政權實施無神論政策，禁止所有宗教團體在境內活動。不過俄羅斯正教會繼續在境外進行傳教工作，1991年蘇聯解體後俄羅斯正教會重新開始在俄國內活動。
丹麥政府於1714年成立傳教學院，開始了第一次有組織的新教傳教工作。信義宗的傳教士在當時的丹麥殖民地的印度特蘭奎巴和格陵蘭傳教，漢斯·埃格德因成功地在當地的因紐特人間傳教，重新激發了丹麥對該島中斷了數百年的興趣。埃格德其後在丹麥政府支持下建立了城市戈特霍布，即今天格陵蘭的首都的努克

## 印度教的傳教
印度教在古代由來自印度的旅行者傳入爪哇島，當早期爪哇王子接受印度教時，他們並沒有放棄所有早期的萬物有靈信仰，相反的他們是將印度教與它們的原始信仰結合起來，並曾在當地建立知名的印度教王國滿者伯夷。當伊斯蘭教開始傳入爪哇島時，許多印度教徒拒絕皈依伊斯蘭教，於是離開爪哇島前往巴厘島，從那以後，印度教一直在巴厘島倖存下來，也是當今印度尼西亞國土中唯一以印度教為主的地區。
而從歷史上看，印度教在很長的一段時間裡都只是局限在印度次大陸及周邊地區，直至二戰後印度脫離英國控制，大量印度人移民到在英國、新西蘭和加拿大等西方國家，印度教開始在當地植根。自1960年代以來，許多被亞洲宗教體系所呈現的世界觀所吸引的西方人選擇皈依印度教。許多土生土長及不同種族的加拿大人在印度教組織和大師的影響下(比如國際奎師那意識協會、舍地·賽·巴巴和奧修)，都皈依印度教。國際克里希納意識協會在新西蘭設有辦事處，在奧克蘭、漢密爾頓、惠靈頓和基督城等大城市經營印度教寺廟。印度教瑜伽士和大師帕拉宏撒·尤迦南達和斯瓦米·維韋卡南達也是向西方人介紹印度教的重要人物。

## 伊斯蘭教的宣教
「宣教」（阿拉伯語：دَعْوَة）在阿拉伯語是「邀請」之意，即邀請人皈依伊斯蘭教。自公元七世紀起，伊斯蘭教就已迅速地從阿拉伯半島傳至全世界，先是因為穆斯林的征服，随后是商人和探險家在穆罕默德死後對外傳教。
最初，宣教工作是由穆罕默德和他的追隨者實行。在公元632年穆罕默德死後，四大哈里發時代及其後的穆斯林王朝的領土擴張是從征戰得來的，例如北非和歐洲中世紀的安达卢斯地區。阿拉伯征戰把波斯薩珊王朝（Sassanid Empire）瓦解。伊斯蘭教向東傳至呼羅珊（Khorasan）。該處之後就成為伊斯蘭黃金時代伊斯蘭文明的發祥地，也是向住在周邊的突厥民族宣教的踏腳石，向居住在該地區和接壤的突厥部落介紹伊斯蘭教。
宣教活動在伊斯蘭黃金時代達到頂峰。到外地經商的路線不斷增加，主要是到印度洋-太平洋海域（Indo-Pacific），南至在非洲坦桑尼亞附近的桑給巴爾群島和非洲東南部海岸。
在奧斯曼帝國（Ottoman Empire）早年，突厥式的薩滿教在安那托利亞地方仍然流行，但不久就被蘇菲派的神祕主義取代。伊斯蘭教蘇菲派（Sufism）的出現使宣教活動大為增加。蘇菲派的神秘性質使之看來無所不包，是一種能為很多亞洲社群認同的特質。在塞爾柱帝国（Seljuk Turks）佔領安那托利亞（Anatolia）後，宣教人員能更輕易地到達先前屬於拜占庭帝國的地方。魯米（Jalāl ad-Dīn Muḥammad Rūmī）是一位從呼羅珊移居到安那托利亞的學者。他的學說是蘇菲派神秘一面的上佳例子
在奧圖曼帝國佔領巴爾幹半島期間，宣教活動也由在當地招募的貴族成員負責。他們都曾在君士坦丁堡或帝國的其他主要城市的知名學府受教育。很多時他們都會被派返祖家擔任當地政府的要職。在這樣的安排下，他們通常會建清真寺和學校給他們的子孫，同時亦把伊斯蘭教宣揚。
在中非和西非，伊斯蘭教的宣揚工作直至十九世紀初都很卓越，但很緩慢。之前，伊斯蘭世界和撒哈拉以南非洲唯一的聯繫是貫穿沙漠南北的貿易。大部分人口是非洲人和柏柏爾人的馬里帝國（Mali Empire），是撒哈拉以南地區很早就伊斯蘭化的重要證明。隨著歐洲開始殖民非洲，伊斯蘭宣教人員與歐洲基督教傳教士幾乎是在殖民地競力傳教。
早在8世紀就有阿拉伯穆斯林商人進入印度尼西亞的證據。印度尼西亞早期是信仰萬物有靈論、印度教和佛教。到13世紀末，伊斯蘭化進程開始蔓延到當地社區和港口城鎮。這種傳播雖然最初是通過阿拉伯穆斯林商人引入的，但隨著當地統治者和皇室開始接受這種宗教，他們的臣民也跟隨他們的皈依，繼續在印度尼西亞人民中蔓延。
在過往的一百年間，伊斯蘭穆斯林人口在美國大幅增加，因為有很多人入教。約有三分之一的美國穆斯林是非裔美國人，他們原本幾乎都是基督徒，多是在1950年代後入教，且大多在都市入教，或是監獄中入教等，一直增加著美國穆斯林人口。
據估計，沙特阿拉伯政府已花費了450億美元資助建立國外的清真寺和伊斯蘭學校。沙特報紙Ain al-Yaqeen在 2002年報導說，沙特的資金可能已建造多達1,500 座清真寺和2,000 座其他伊斯蘭中心。

## 耶穌基督後期聖徒教會傳教士
耶穌基督後期聖徒教會的傳教士，是耶穌基督後期聖徒教會的傳教志工。現在全世界共有418處耶穌基督後期聖徒教會的傳教分部。
耶穌基督後期聖徒教會擁有世界最活躍縝密的傳教士網，2015年底時世界有超過74,000位全部時間傳教士。大多數全部時間傳教士都是單身男性或女性青年。許多傳教士在傳教之前需要先在訓練中心學習外語，全世界目前共有15個傳教士訓練中心，其中最大的位於猶他州普若佛。一般男性傳教士工作時長為兩年，女性傳教士工作時長則是十八個月，另外高齡夫婦也可成為全職傳教士，時長約為六至十八個月。
迄今耶穌基督後期聖徒教會已經送出過超過一百萬位傳教士。

## 犹太教传教
犹太教不主动到外族人中传教，因為犹太教不太愿意外族人改宗犹太教。如果有外族人坚持要皈依犹太教也可以，要先通过教士的考验。通常传教士们“传教”的对象是不守清规的犹太人。这些猶太人可能是因为居住在没有其他犹太人的地方而入乡随俗，或与異教徒结婚之後受到伴侶的影響，所以传教士會向他們宣傳並鼓励他们重新遵守犹太教的戒律。
傳教士也會向與猶太人的異教配偶傳教，希望他們歸附到猶太民族。

## 批評
基督教傳教士與孤立部落的接觸被認為是令到一些部落滅絕的原因，傳教士帶來的細菌令部落人感染他們沒有抗體的疾病而滅絕。現存的檔案證明孤立部落與歐洲基督教傳教士接觸後，部落出現健康惡化的情況。而基督教傳教工作經常被批評為殖民主義及文化帝國主義的一種形式，同時也被批評為「家長式殖民主義」，為歷史上歐洲殖民大國提供殖民的借口。在某些被歐洲殖民的地區，幾乎所有民眾都脫離了他們的傳統信仰體系，轉向基督教信仰，殖民者以此為藉口消滅其他信仰、奴役當地人、掠奪土地。傳教工作經常被認為缺乏對其他文化的尊重，大量人皈依後會對原先的社會結構造成潛在破壞，亞馬孫厄瓜多爾的華歐拉尼人與福音派基督教傳教士的接觸，令其社會結構及文化受到破壞，因此受到外界的批評。

## 外部連結
维基共享资源上的相關多媒體資源：传教士
- Missionary Texts （页面存档备份，存于）